# يوبورن
يوبورن هو موقع إباحي يسمح للمستخدمين برفع ومشاهدة مقاطع فيديو اباحية مجاناً بطريقة مشابهة لموقع يوتيوب. منذ أن افتتح الموقع في تموز 2006 أصبح أكثر مواقع الإباحة شهرةً على شبكة الانترنت.